# Кавальо, Доминго
Доми́нго Фели́пе Кава́льо (исп. Domingo Felipe Cavallo; род. 21 июля 1946 года, Сан Франсиско, Кордова, Аргентина) — аргентинский государственный деятель и экономист, бывший министр иностранных дел и экономики.

## Ранняя биография
Родился в небольшом городке в провинции Кордова в небогатой семье эмигрантов из итальянского Пьемонта.
В 1968 году с золотой медалью окончил экономический факультет Национального университета Кордовы, где в 1970 году защитил докторскую диссертацию. В 1977 году получил степень доктора экономических наук Гарвардского университета.
Занимал высокие должности в правительстве провинции Кордова с 1969 года. В 1971—1972 годах вице-президент провинциального банка Кордовы (назначен в возрасте 24 года). Одновременно занимался научной деятельностью, в 1976 году вместе с американским экономистом Р. Масгрейвом провёл исследование, которое легло в основу налоговой реформы в Боливии. В 1977 году создал в Кордове фонд Fundación Mediterránea, а в его рамках — Институт изучения экономических реальностей Аргентины и Латинской Америки (IERAL), ставший одним из ведущих в стране исследовательских центров данного профиля. Автор ряда монографий по проблемам экономики.

## Политический рост
С 1981 года руководитель технического секретариата министерства внутренних дел. В июле—августе 1982 года, ещё в период правления военной хунты под руководством генерала Р. Биньоне — президент Центрального банка Аргентины.
С 1987 года беспартийный депутат Национального конгресса.
С 8 июля 1989 года министр иностранных дел Аргентины в правительстве Карлоса Менема. Вёл строго проамериканскую политику. Во время его пребывания в должности восстановил отношения с Британией и активно работал для реинтеграции страны в мировую политику после десятилетий изоляции при военных диктатурах. Также был одним из основателей переговорного процесса по формированию Меркосур.

## Деятельность на посту министра экономики
С 1 февраля 1991 года по 6 августа 1996 года — министр экономики. На этом посту сумел справиться с проблемой гиперинфляции и в значительной мере участвовал в выходе страны из экономического кризиса. Основой его политики было сокращение торговых барьеров, проведение реформ в целях содействия конкурентоспособности, приватизация государственных предприятий (в частности, железнодорожного транспорта, металлургической, нефтяной, нефтехимической и горнорудной промышленности) и реализация «плана конвертируемости» по созданию конвертируемой национальной валюты с жёсткой привязкой курса песо к доллару 1 к 1. Узаконил использование доллара для внутреннего финансового и коммерческого посредничества. Последняя реформа была крайне важной при устранении инфляции (достигавшей 2000 % в годовом исчислении) и оживлении экономики с ростом на 8 % в год в период с 1991 по 1994 год (самый высокий рост ВВП в новейшей истории Аргентины в то время). Государственный долг вырос с 59,8 млрд в 1990 году до 99 млрд долларов в 1996, резко выросло число бедных и безработных, фактически произошла деиндустриализация. Был отправлен в отставку с поста министра экономики в 1996 году с формулировкой «за хроническую неспособность сократить бюджетные расходы».

## Последующая деятельность
В 1996—2012 годах — глава созданной им партии «Действие за республику». На парламентских выборах 1997 г. партия получила 3,84 % голосов и 3 места в Национальном Конгрессе, на парламентских выборах 1999 года заняла третье место, получив 7,5 % голосов и 10 мест.
В 1998 году, когда в России разразился дефолт, приглашался для консультаций в Москву, где ему намеревались предложить государственный пост.
В 1999 году баллотировался на пост президента Аргентины, занял третье место, получив 10,22 % (1,937,565 голосов). В 2000 году занял 2-е место на выборах мэра Буэнос-Айреса (получив 33,2 %), проиграв Анибалю Ибарра.

## Возвращение на пост министра
20 марта 2001 году в условиях нового экономического кризиса, связанного с проблемой возврата кредитов (к этому времени государственный долг достиг 127 млрд долларов), был приглашён президентом страны Фернандо де ла Руа на пост министра экономики. С целью исправления положения, пообещав скорейший выход экономики на уровень ежегодного роста 5 %, прибег к крайне непопулярным мерам экономии (в частности, резкое сокращение — на 13 % — пенсий и зарплат госслужащих), ввёл комплекс мер, которые блокировали использование наличных денег, неофициально известный как Корралито («финансовый загон»), что привело к массовым протестам. 3 декабря был введён лимит на снятие денег с банковских счетов, а 12 декабря правительство не смогло выплатить 1,4 миллиона пенсий, поскольку наличные деньги были задействованы в процессе погашения кредитов. Параллельно в стране проходили массовые акции протеста и общенациональные забастовки против политики правительства и лично президента де ла Руа и министра экономики Доминго Кавальо.
После принятого Д. Кавальо и поддержанного правительством решения о 90-дневном ограничении выдачи наличности 250 песо в неделю наличными, запрета на отправку денег за пределы страны и вменение обязанности делать большую часть деловых операций чеком, кредитной или дебетовой картой протесты населения стали стремительно набирать обороты и остроту.

К 19 декабря в столкновениях с полицией погибло 20 человек, ситуация в стране вышла из-под контроля, и на следующий день президент и правительство ушли в отставку. Через 3 дня и. о. президента Адольфо Родригес Саа объявил о дефолте по внешним обязательствам на общую сумму в 80 млрд долларов из 132 миллиардов государственного долга.
В феврале 2002 года для успокоения населения Кавальо был отдан под суд за «подстрекательство к совершению преступлений» и «невыполнение обязанностей государственного служащего» — имелось в виду, что в его обязанности входило обеспечение страны долларами и недопущение беспорядков на этой почве. 3 апреля 2002 года был арестован по дополнительному обвинению в незаконной торговле оружием и контрабанде, однако в июне отпущен. В 2005 году данные обвинения с него были сняты. Попытавшись баллотироваться в Национальный Конгресс и не получив поддержки даже в своей партии, практически переехал в США.

## Окончание политической карьеры
С 2012 — в правоцентристской фракции Хустисиалистской партии Адольфо Родригеса Саа, крайне неудачно попытался возобновить политическую карьеру, получив на выборах в провинциальный парламент Кордовы лишь 1,28 %.
Президент собственной консалтинговой компании в США («DFC Associates LLC»). Активный член Группы тридцати, во главе с Полом Волкером. Почётный президент Fundación Mediterránea. С 1990-х годов входит в многочисленные международные консультативные группы.

Как бывший министр экономики получил награды от правительств более чем 20 стран. Имеет звания почётного доктора в области права Университета Генуи (1994), почётного доктора философии Университета имени Бен-Гуриона (1995), почётного доктора экономических наук Университета Париж 1 Пантеон-Сорбонна (1999), почётного доктора политических наук Болонского университета (2000), доктор Honoris Causa в области экономики Туринского университета (1995). Автор 8 книг по экономике.
1 декабря 2015 года аргентинским судом был приговорён к 3,5 годам тюремного заключения по обвинению в злоупотреблении властью и растратах (обвинённый по этому же делу бывший президент Карлос Менем осуждён на 4,5 года). Следствие установило, что Менем, Кавальо и также осуждённый бывший министр юстиции страны Рауль Гранильо Окампо незаконным путем выписывали себе и другим чиновникам надбавки к зарплате из бюджетных средств. Все трое были пожизненно лишены права занимать государственные должности.

## Личная жизнь
Женат, жена (с 1968 г.) — Соня Абразян, трое детей и шесть внуков (в 2016 г.).

Имеет прозвище «Минго» («Mingo»)